# Dejan Koturović
Dejan Koturović (serbisch-kyrillisch Дејан Котуровић; * 31. März 1972 in Belgrad) ist ein ehemaliger jugoslawischer Basketballspieler. Koturovićs größte Erfolge waren der Gewinn der Basketball-Weltmeisterschaft 2002 und der Gewinn der Basketball-Europameisterschaft 1995. Koturović bestritt seine aktive Zeit hauptsächlich in Europa, u. a. bei Alba Berlin, mit denen er zweimal  Deutscher Meister werden konnte und in 92 Spielen 1292 Punkte erzielte. 2003 wurde er von den Phoenix Suns für einige Spiele der Vorsaison unter Vertrag genommen, konnte sich allerdings nicht für die reguläre NBA-Saison durchsetzen. Koturović beendete seine Laufbahn als Spieler 2004 bei TAU Cerámica in Spanien.

## Erfolge
- Europameister mit Jugoslawien 1995
- Weltmeister mit Jugoslawien 2002
- Deutscher Meister mit Alba Berlin 2001, 2002
- Deutscher Pokalsieger mit Alba Berlin 2002
- Copa del Rey de Baloncesto mit Tau Cerámica 2004